# Odon de Chatillon
Odon de Chatillon (... – Ostia Antica, 31 marzo 1102) è stato un cardinale francese.

## Biografia
Entrò nel monastero di Cluny in giovane età, diventando un benedettino. Secondo alcune fonti, fu un cardinal nipote di Papa Urbano II, che infatti lo nominò, nel 1095, cardinale e vescovo di Ostia. Odon de Chatillon partecipò all'elezione papale del 1099 e fu fra uno dei principali sostenitori di Rainerio Raineri di Bleda, prendendo inoltre parte al concilio di Melfi IV nel 1101.
Morì presumibilmente il 31 marzo 1102 a Ostia Antica, venendo sostituito come vescovo di Ostia dal cardinale Leone Marsicano.

## Successione apostolica
La successione apostolica è:
- Vescovo Gebeardo III di Zähringen (1084)
- Papa Pasquale II (1099)